# خالد علی (بازیکن فوتبال، زاده ۱۹۸۱)
خالد علی (انگلیسی: Khalid Ali؛ زادهٔ ۲۴ مارس ۱۹۸۱) بازیکن فوتبال اهل امارات متحده عربی بود.
وی همچنین در تیم ملی فوتبال امارات متحده عربی بازی کرده‌است.